# Pequén (comuna)
Pequén fue una de las comunas que integró el antiguo departamento de Lontué, en la provincia de Talca.
En 1920, de acuerdo al censo de ese año, la comuna tenía una población de 3105 habitantes. Su territorio fue organizado por decreto del 22 de diciembre de 1891, a partir del territorio de la subdelegación 5.° Pequén.

## Historia
La comuna fue creada por decreto del 22 de diciembre de 1891, con el territorio de la subdelegación 5.° Pequén.
La comuna fue suprimida mediante la reorganización político-administrativa del país, llevada a cabo con el Decreto Ley N.º 803, del 22 de diciembre de 1925. Fue reemplazada por la comuna de Villa Prat.